# Tramoya

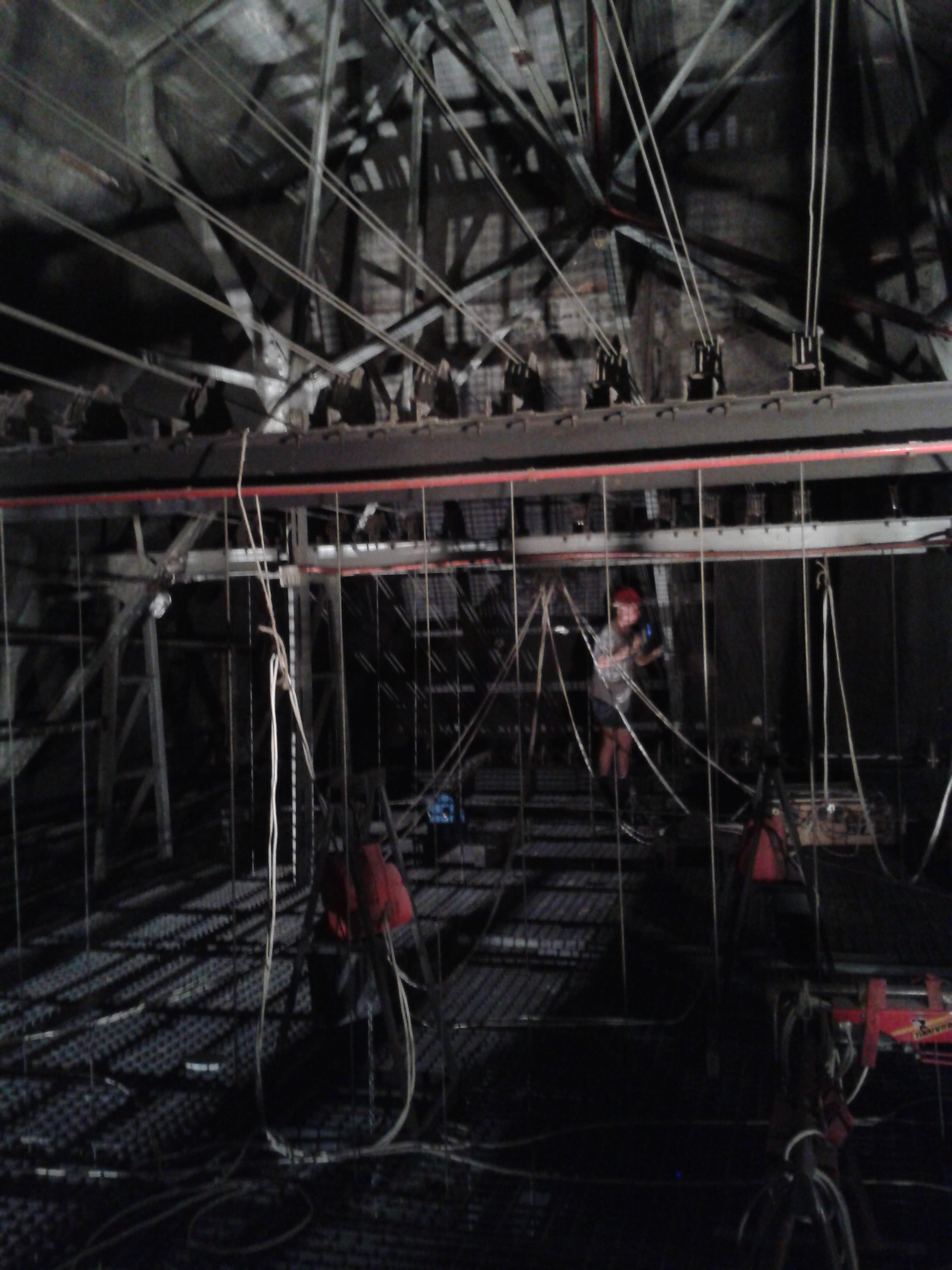
Bóveda de la parrilla del torreón de tramoya en el Teatro Katona József, en Kecskemét, Hungría.

La tramoya es el conjunto de máquinas e instrumentos con los que se efectúan, durante la representación teatral, los cambios de decorado y los efectos especiales. En su origen, designaba a una sola máquina empleada para las transformaciones mágicas de los actores y del decorado Coloquialmente ha llegado a usarse como sinónimo de teatro o mundo del teatro.
Se llama tramoyista o "maquinista" al especialista que atiende las tareas y el manejo de tramoyas en el espacio escénico.

## Evolución histórica

### En Grecia

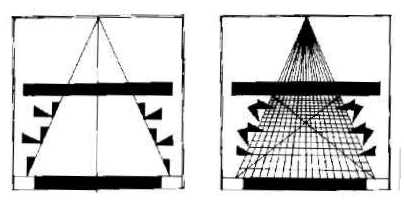
Los prismas triangulares («Periaktoi», "periaktas") de la tramoya griega.

En los teatros de la Grecia Antigua la maquinaria se ocultaba en las alas de la skené, entre el pórtico y la orchesta. Entre los recursos de tramoya estaban: las "periaktas" (pequeñas pirámides decoradas que giraban sobre un eje); primitivos sistemas de grúa para hacer descender y ascender a los dioses; plataformas de madera móviles, para transportar decorados; máquinas de truenos; telones pintados para crear diferentes fondos de escenario; estatuas de atrezzo y juegos de antorchas para simular rayos y otros fenómenos.

### En Roma
Los romanos, infatigables ingenieros, desarrollaron todo tipo de recursos de tramoya con un realismo muy superior al del teatro griego y mayor juego de elementos tridimensionales. Incorporaron al espectáculo distintas fantasías acuáticas, desde simples fuentes a piscinas donde se desarrollaban combates con naves y otras 'maravillas'.

### En la Edad Media
Con la Edad Media, los efectos de tramoya alcanzaron verdadero protagonismo en las representaciones: complicados juegos con poleas, plataformas movibles, trucos y estructuras (como monstruos y demonios que abrían y cerraban sus fauces), admiraban al público no sólo en los misterios religiosos, sino también en puestas en escena de diversos temas profanos.

### En el Renacimiento y el Barroco
Los humanistas italianos incorporaron los juegos de perspectiva y profundidad con decorados pintados en fuga, aumentando el número de bastidores ("aforando") e inclinando el suelo del escenario; también introdujeron el "telón de boca" (ese gran lienzo que en el teatro tradicional cae y se levanta y se cierra y se abre separando al público del desarrollo del espectáculo sobre el escenario).
El teatro del Siglo de Oro reforzó tímidamente los juegos de poleas y el sistema de escotillones (para hacer aparecer y desaparecer a los actores). Entre los curiosos objetos empleados como escenografía había montañas y rocas, grandes "carras", proas o popas, y una estructura giratoria llamada "bofetón".
Pero la gran aportación del teatro a la italiana al espacio escénico llegó con el torreón de tramoya o Torre de Escenario, una estructura diáfana capaz de albergar galerías de trabajo en distintos niveles, y zonas reservadas a la maquinaria del "telar" y el "peine". Otra de las ventajas del torreón de tramoya fue el aprovechamiento combinado de los recursos del suelo del escenario, el foso y el contrafoso.

### Comedias de magia y comedias heroicas
En el siglo XVIII, la tramoya fue esencial en subgéneros teatrales tan populares como las comedias de magia, usándose complicadas maquinarias de poleas, grúas y trampas para hacer flotar, volar o desaparecer a los actores de la trama. Otro paraíso de los tramoyistas fueron las comedias heroicas, y su aparatosa tramoya y escenografía (edificios trucados que se derrumban, incendios, desfiles, batallas, cañonazos, heridas, bombas, pólvora, duelos a espada). 

### Los efectos ópticos
En la segunda mitad del siglo XVIII y a lo largo del siglo XIX, se amplían las posibilidades de los tramoyistas gracias al aprovechamiento y desarrollo teatral de las sombras chinescas y a inventos como la linterna mágica y otros recursos de efectos ópticos.

### SiglosXXyXXI

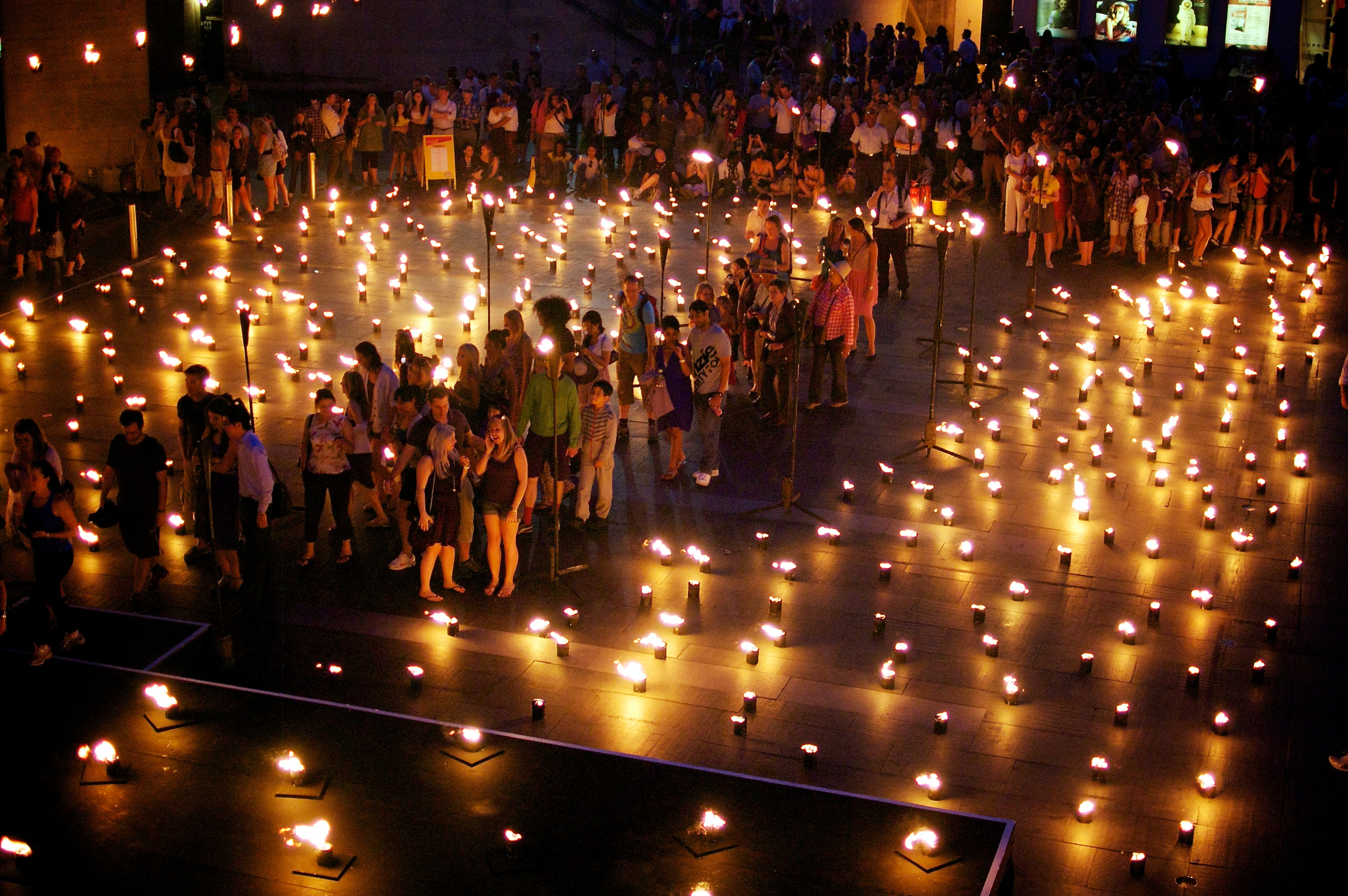
"Jardín de fuego" en el Royal National Theatre, para recibir a la Antorcha Olímpica en los Juegos Olímpicos de Londres 2012

Los avances técnicos, la robótica y la revolución cibernética han distorsionado el objetivo original de la tramoya, sin dejar de alimentarlo: los escenarios múltiples sincronizados y giratorios, el uso de pantallas móviles, las sofisticadas innovaciones en efectos de sonido e iluminación, la aplicación de recursos escenográficos derivados de otras artes como el vídeo, el cine y la televisión, han convertido el arte de la tramoya en un inmenso holograma, que continúa creciendo. Quizá el ejemplo más plástico y universal de la puesta en práctica de la suma de los nuevos recursos escénicos son las ceremonias de apertura y clausura de unos juegos olímpicos.